# Alexandr Pliușchin
Alexandr Pliușchin (ur. 13 stycznia 1987 w Kiszyniowie) – mołdawski kolarz szosowy i torowy.
Czterokrotny mistrz Mołdawii w szosowym wyścigu ze startu wspólnego, uczestnik Tour de France (2010) oraz uczestnik igrzysk olimpijskich w Pekinie (2008).

## Najważniejsze osiągnięcia
2004
- 2. miejsce w mistrzostwach świata juniorów (jazda ind. na czas)

2005
- 2. miejsce w Giro di Toscana
- 1. miejsce w Classique des Alpes

2007
- 1. miejsce w Ronde van Vlaanderen (do lat 23)
- 1. miejsce na 3. etapie GP Tell

2008
- 1. miejsce w mistrzostwach Mołdawii (start wspólny)

2010
- 1. miejsce w mistrzostwach Mołdawii (start wspólny)
- 1. miejsce w Duo Normand (razem z Artemem Owieczkinem)

2011
- 1. miejsce w mistrzostwach Mołdawii (start wspólny)

2012
- 1. miejsce w mistrzostwach Mołdawii (start wspólny)
- 2. miejsce w Tour Alsace
- 3. miejsce w Tour de Normandie

2014
- 1. miejsce w Melaka Chief Minister's Cup
- 1. miejsce w Sharjah Tour
  - 1. miejsce na 1. i 3. etapie